# Décès en 1399
Décès
- 1395
- 1396
- 1397
- 1398
- 1399
- 1400
- 1401
- 1402
- 1403

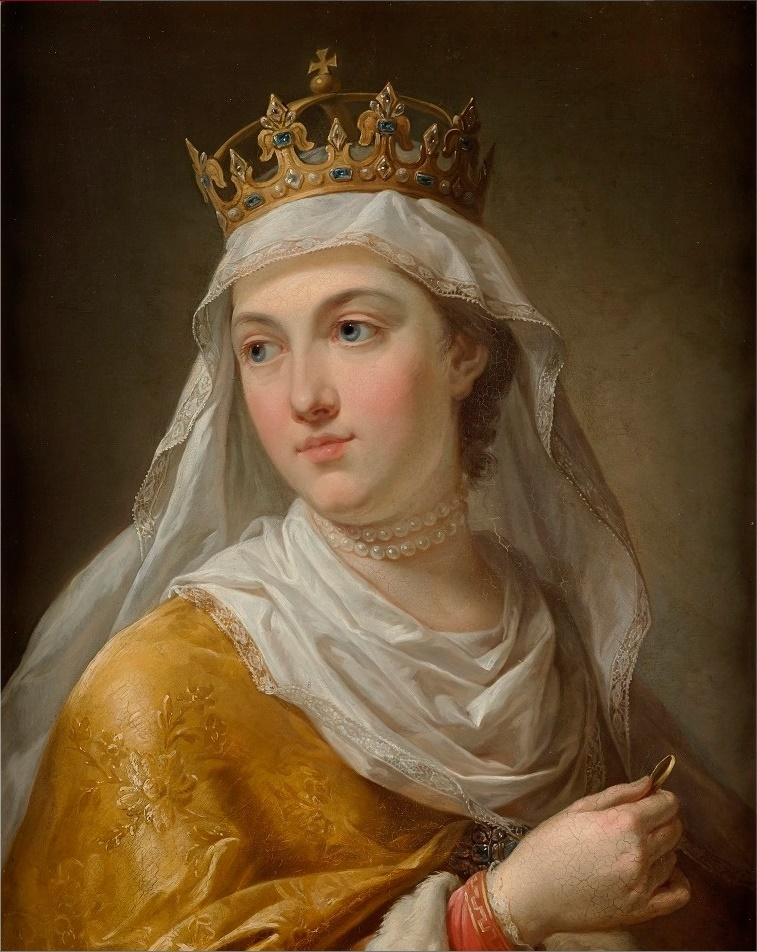
Hedwige Ire de Pologne, morte en 1399.

Cette page dresse une liste de personnalités mortes au cours de l'année 1399 :
- 4 janvier : Nicolas Eymerich, grand inquisiteur, à Gérone.
- 17 janvier: Béraud II, 8e dauphin d'Auvergne.
- 3 février : Jean de Gand, comte de Richmond, de Lancastre, de Lincoln, de Derby et de Leicester,  duc de Lancastre et duc d'Aquitaine.
- 6 février : Jacques de Guyse, ou Iacobi de Guisia, Jacobus de Guisia, Jacobus Guisianus, Jacobus Guisius ou encore Jac. de Guysiâ, Jacques de Guisse, Jacques de Guise, Iacobus de Guisia, ou encore Jacques de Guisse, religieux franciscain, cordelier, chroniqueur du Hainaut, mathématicien et philosophe.
- 10 février: Jean de Murol, pseudo-cardinal français.
- 24 mars : Marguerite de Norfolk, comtesse puis duchesse de Norfolk.
- Juin : Az-Zâhir Sayf ad-Dîn Barquq, sultan d'Égypte
- 7 juillet : Jacques II Ferrandin, évêque d'Aoste.
- 11 juillet : Henri VII de Brzeg, duc de Brzeg.
- 17 juillet : 
  - Lambert de Buren, évêque de Bressanone, de Spire, de Strasbourg puis prince-évêque de Bamberg.
  - Hedwige Ire de Pologne, « Roi » de Pologne.
- 19 juillet : Bonifacio Ammanati, cardinal italien.
- 12 août ou 28 novembre : Étienne Ier de Moldavie, voïvode de Moldavie.
- 1er septembre : Trần Thuận Tông, 12e empereur du Annam, de la dynastie Trần.
- 10 septembre : Bonne de Bourgogne, comtesse de Flandre, de Bourgogne, de Nevers et de Rethel.
- 22 septembre : Thomas de Mowbray, duc de Norfolk.
- 29 octobre : Jean Spata, ou Jean Bua Spata, seigneur de la guerre albanais qui, avec Pierre Losha fit des incursions en Épire, Acarnanie et en Étolie à partir de 1358. Il régna, où il règne avec le titre de despote.
- 1er novembre : Jean IV de Bretagne, duc de Bretagne.
- 6 décembre : Nikola Radonja, noble et chroniqueur Serbe.

- Bianco da Siena, ou Bianco di Santi ou Bianco da Lanciolina, religieux et poète italien.
- Raymond de Capoue, maître général des Dominicains.
- Hardouin de Fontaines-Guérin, chevalier, seigneur de Courteil, Juvardeil et de l'Isle-sur-Loir.
- Pierre II de Villiers, seigneur de L'Isle-Adam et chambellan du roi Charles VI.
- Simone dei Crocifissi, ou Simone di Filippo Benvenuti ou Simone di Filippo di Benvenuto, peintre italien.
- Elbek, khagan (grand-khan) khoubilaïde des Mongols.
- William Le Scrope, 1er comte de Wiltshire, soutien fervent du roi Richard II d'Angleterre.
- Giovanni Ordelaffi, noble italien.
- Peter Parler, architecte allemand, connu pour ses créations gothiques à la cathédrale Saint-Guy et du pont Charles à Prague.
- Marie Robine, dite Marie d’Avignon ou Marie la Gasque (la Gasconne), illuminée qui vécut pendant le Grand Schisme d'Occident.
- Trần Khát Chân, général éminent de la dynastie Trần.

## Crédit d'auteurs
- Cet article est partiellement ou en totalité issu de l'article intitulé « 1399 » (voir la liste des auteurs).